# Charalampos Giannopoulos
Charalampos "Charis" Giannopoulos (Alexandreia Imathias, 13 de julio de 1989) es un jugador griego de baloncesto de 2.01 metros que juega actualmente en el Promitheas Patras griego.

## Trayectoria
Giannopoulos ha disputado la mayor parte de su carrera en Grecia, formando parte del PAOK Salónica (2006-2008), Olympiacos (2008-2009), Panionios (2009-2011), Peristeri (2011-2012) y Panathinaikos (2012-2013), con quien jugó la Euroliga.  En la pasada temporada promedió 4,1 puntos y 1,6 rebotes en 12,3 minutos de juego y ganó el título de Liga y Copa
Ha jugando con la selección griega Sub-16, Sub-18 y Sub-20. Fue campeón de Europa Sub-20 en 2009 y ganó la medalla de plata en el Europeo Sub-18 en 2007.
Para la temporada 2013-14 ficha por el Bàsquet Manresa,.

### Selección nacional
Giannopoulos representó a su país tanto a nivel juvenil (en los Eurobasket de las categorías Sub-16, Sub-18 y Sub-20), como a nivel absoluto (en el Torneo Preolímpico FIBA 2020).

## Palmarés

### Campeonatos nacionales
- Liga griega: 1

Panathinaikos BC: 2013
- Copa de Grecia: 1

Panathinaikos BC: 2013

### Selección nacional
- 2007. Grecia. Europeo Sub-18, en Madrid. Plata
- 2009. Grecia. Europeo Sub-20, en Rodas (Grecia). Oro